# うみへび座パイ星
うみへび座π星（英語: Pi Hydrae）は、うみへび座に位置している3等級の恒星で、肉眼で観望する事も出来る。年周視差による測定から基づくと、この恒星は地球から101光年離れている。

## 特徴
自転速度は2.25km/sと、とても低速であるとされている。表面温度は4,670Kで、橙色に輝く巨星である。
周辺減光を補正した後に測定された角直径は3.76 ± 0.04ミリ秒で、これを基に計算すると、半径は太陽の12-13倍となる。質量は、太陽の2.45倍である。